# David Colville Smith
David Colville Smith (Kintyre, 19 de abril de 1922 -Harare, 9 de julio de 1996) fue un agricultor y político rodesiano, que ocupó múltiples cargos públicos en la República de Rodesia, en Zimbabue Rodesia y en la República de Zimbabue.
Nacido en Kintyre, Escocia, Smith emigró a Rodesia del Sur en 1946 para dedicarse a la agricultura. Inicialmente asistente de granja, se convirtió en gerente de granja y luego cofundó una empresa agrícola propia en Mazowe. Fue elegido miembro de la Asamblea Legislativa de Rodesia del Sur en 1965, el año de la Declaración Unilateral de Independencia de Rodesia. En el Gabinete de Rodesia se desempeñó como Ministro de Agricultura, entre 1968 y 1976, Ministro de Finanzas, entre 1976 y 1979, y Ministro de Comercio e Industria, entre 1978 y 1979; así mismo, de 1976 a 1979, se desempeñó como Vice primer ministro de Rodesia. En el Gobierno de Zimbabue Rodesia se desempeñó como Ministro de Finanzas en 1979, y en el primer Gabinete de Zimbabue tras su independencia, fue nombrado como Ministro de Comercio, siendo uno de los dos blancos nombrados en el gabinete por Robert Mugabe. Considerado un miembro moderado del Frente Rodesiano, fue uno de los pocos ministros blancos incluidos en los gabinetes del primer ministro Abel Muzorewa de Zimbabue Rodesia en 1979, y por Robert Mugabe en 1980. Renunció al gabinete y al Frente Rodesiano en 1981, y permaneció retirado en Harare hasta su muerte.

## Primeros años y familia
Smith nació el 19 de abril de 1922 en la península de Kintyre, en Argyll, Escocia, ya sea en Campbeltown o en la granja de su familia en Clachan. Era hijo del granjero William Reid Smith, nacido en Newmains, y de Margaret Brown Mundell, nacida en Bellochantuy. Fue educado en Campbeltown Grammar School.
Smith emigró a Rodesia del Sur en 1946, navegando desde Inglaterra en el primer viaje de posguerra del barco Castillo de Winchester.  Su hermano, Hamish Smith, también se mudó a la colonia y cultivó en Nyabira. Antes de irse, Smith se comprometió con Jean Barclay Graham, con quien se casó en 1948. Juntos tuvieron cinco hijos, Catherine, Marge, Graham, Elizabeth y William Lindsay, quien murió en 1952 a la edad de dos años, y catorce nietos.

## Agricultura en Rodesia
En Rodesia del Sur, Smith inicialmente trabajó como asistente de granja, antes de convertirse en gerente de granja. Más tarde comenzó su propia empresa agrícola, Smith and Wheeler (Pvt) Ldt., junto con un socio en Mazowe. Se incorporó a la Junta de Comercialización de Granos en 1953 y participó en varios otros comités agrícolas. Se convirtió en presidente de la Cooperativa Nacional de Agricultores en 1966. En 1974, compró una granja en Banket por valor de varios cientos de miles de dólares.

## Carrera política

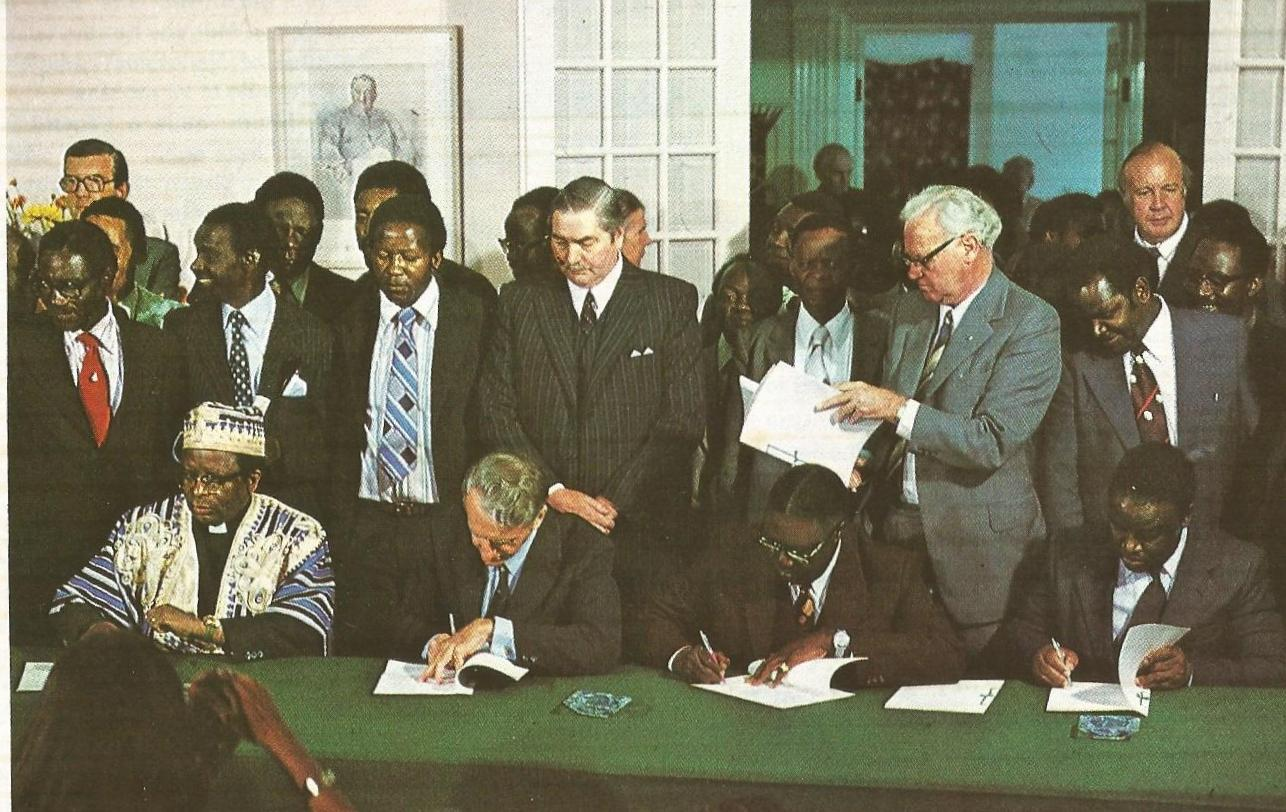
Smith (centro) en la firma del Acuerdo Interno el 3 de marzo de 1978.

En 1965, el año de la Declaración Unilateral de Independencia de Rodesia, Smith fue elegido miembro de la Asamblea Legislativa de Rodesia del Sur para ocupar el escaño correspondiente al distrito electoral de Marandellas. El 28 de septiembre de 1968, fue nombrado para el gabinete del primer ministro Ian Smith como Ministro de Agricultura, sucediendo en el cargo a George Rudland. En ese momento, Smith fue descrito como el "diputado más liberal" del Frente Rodesiano, y un miembro moderado del partido, que se opuso a la censura de prensa y apoyó un acuerdo con Reino Unido. Fue reelegido al Parlamento en las elecciones de 1970 con el 72,5 por ciento de los votos contra el candidato independiente Thomas Edridge, un agricultor de Wedza y miembro del consejo de gobierno de la Asociación de Tabaco de Rodesia (RTA). Edridge y la RTA discreparon con los controles de precios establecidos por Smith en su calidad de ministro de agricultura. En abril de 1970, el mes de las elecciones, Smith criticó a la RTA y otras juntas de productos básicos por su participación política, y las acusó de ejercer presión política indebida, tanto en su contra, como en contra de otros ministerios gubernamentales. En 1972, fue elegido vicepresidente del Frente Rodesiano, sucediendo a Lord Angus Graham. Smith fue reelegido en 1974 con el 79 por ciento de los votos en contra de Alfred John Harrison, candidato del Partido de Rodesia.
El 13 de enero de 1976, Smith fue nombrado Ministro de Finanzas después de que el ministro en funciones, John Wrathall, se convirtiera en Presidente de Rodesia. Se convirtió en vice primer ministro el 20 de agosto de 1976, conservando su puesto en la Cartera de Finanzas. Volvió al Parlamento en las elecciones de 1977 con el 86 por ciento de los votos contra William John Raymond Pratt, del derechista Partido de Acción de Rodesia. En abril de 1978, fue nombrado Ministro Adjunto de Comercio e Industria, junto con Ernest Bulle, uno de los co-ministros negros nombrados como resultado del Acuerdo Interno. Ese año, fue el Primer miembro del Gabinete de Rodesia en decir que se postularía para el Parlamento bajo la constitución del Acuerdo Interno, lo que garantizaría un gobierno multirracial.

Smith en compañía del Ministro de Cooperación al Desarrollo de Holanda, Jan de Koning, fotografiados el 6 de julio de 1980 en el Aeropuerto de Ámsterdam-Schiphol.

El 30 de mayo de 1979, Smith fue nombrado Ministro de Finanzas en el gobierno de Zimbabue Rodesia, el estado sucesor de Rodesia. En una elección parcial celebrada el 24 de julio de 1979 para reemplazar a Hilary Squires, Smith fue elegido sin oposición al Parlamento por la circunscripción de Borrowdale. En el otoño de 1979, asistió a la Conferencia de Lancaster House como parte de la delegación del primer ministro de Zimbabue Rodesia, Abel Muzorewa. Se negó a ir a menos que a Ian Smith también se le permitiera asistir, una demanda a la que Muzorewa accedió. Después de la conferencia, que puso fin a la guerra civil de Rodesia y condujo a la creación del Zimbabue independiente, se mantuvo en contacto personal con los líderes nacionalistas Robert Mugabe y Joshua Nkomo.
En las primeras elecciones multirraciales del país en 1980, Smith fue reelegido sin oposición como diputado por Borrowdale, uno de los veinte escaños reservados para los blancos. Después de las elecciones, fue nombrado ministro de Comercio e Industria en el gabinete del primer ministro Robert Mugabe. Era uno de los dos blancos en el gabinete, junto con el ministro de agricultura Denis Norman, y era el único ministro perteneciente al Frente Rodesiano. Dijo que permanecería en el partido e Ian Smith jugó un papel en su selección para el gabinete. Prestó juramento con los demás ministros del gabinete el 19 de abril de 1980. Más tarde ese año, su título fue cambiado a Ministro de Comercio, y la cartera de la Industria pasó a manos de Simba Makoni. A principios de marzo de 1981, Smith dimitió del gabinete por motivos de salud. Renunció al Parlamento y al Frente Rodesiano el 30 de abril, diciendo en un comunicado que había decidido retirarse de la política pero que sería "un espectador interesado".

## Vida posterior y muerte
Después de dejar la política, Smith permaneció jubilado en Zimbabue. Le gustaba montar a caballo y practicar tiro deportivo, y era miembro del Harare Club and Dining Club. Murió en su casa de Harare el 9 de julio de 1996 a los 74 años, varios años después de que le diagnosticaran una enfermedad cardíaca. Fue enterrado en el cementerio Kilkerran en Campbeltown, Argyll and Bute, con sus padres y su hijo, William.